# Días de sangre y fuego
The Fallen —en España: Días de sangre y fuego— es una película bélica ítalo-alemana-estadounidense estrenada en 2004 y ambientada en los años finales de la Segunda Guerra Mundial.   Los protagonistas del filme son John McVay, Thomas Pohn, Fabio Sartor, Sergio Leone, Ruben Pla y Carmine Raspaolo. Fue dirigida por Ari Taub y producida por Curtis Mattikow.

## Argumento
En el otoño de 1944, en el norte de Italia, los soldados alemanes e italianos leales a Mussolini resisten en la llamada Línea Gótica el avance de las fuerzas aliadas en una Italia dividida por fascistas, partisanos comunistas y mercenarios. Un pelotón estadounidense dirigido por el sargento Ricky Malone es asignado para entregar suministros a sus compañeros, quienes están combatiendo en el frente. Mientras tanto, el teniente alemán Gunther Breukner trata de mantener la moral y la disciplina en sus subordinados que padecen la falta de víveres y municiones. Los refuerzos italianos comandados por el teniente Bruno Gianini se unen a las tropas alemanas, quienes se le integran a su ayuda, padeciendo las constantes burlas de los germanos, trayendo así una serie de conflictos internos entre alemanes e italianos, que, aunque sean del mismo bando, sienten muy poca simpatía entre sí. Por otro lado, los asesinos lidereados por Rossini —un negociante del mercado negro— actúan como buitres saqueando lo restante al terminar las batallas entre el Eje y los Aliados. La película esta llena de humor negro y muestra la dura vida de los soldados de ambos bandos en una guerra de desgaste como lo fue el frente italiano.

## Reparto
| Actor               | Personaje             |
| ------------------- | --------------------- |
| John McVay          | Sgto. Ricky Malone    |
| Thomas Pohn         | Tte. Gunther Breukner |
| Fabio Sartor        | Tte. Bruno Gianni     |
| Sergio Leone        | Salvatore             |
| Ruben Pla           | Cabo Packard          |
| Dirk Schmidt        | Sargento Wulfe        |
| Ron Hirt            | Jimmy                 |
| Antonio Olivieri    | Fenelli               |
| Frank Licari        | Pipino                |
| Brett Smith         | Murphy                |
| Nicola Tranquillino | Paolo                 |
| John O'Leary        | Sal                   |
| Carmine Raspaolo    | Rossini               |
| Davidé Borella      | Pietro                |
| Justin Brett        | Kinross               |
| Mark Schwartz       | Gallaway              |
| Daniel Asher        | Teniente Watts        |
| Matthew Black       | Sargento Hoakes       |
| Richard Kent Green  | Sam                   |
| Dirk Kölling        | Centinela alemán      |
| Nathan Crooker      | Ernie                 |
| Karine Melo         | Francesca             |
| Dieter Riesle       | Otto                  |
| Markus Kirschbaum   | Hans                  |
| Cristina Pronzati   | Maria                 |

## Desarrollo
El filme fue rodado en Nueva York, Estados Unidos y el norte de Italia, siendo Ari Taub el director en la misma.  Nick Day, guionista y editor de la película, apareció en varias escenas de la misma como un refugiado italiano.

## Estreno
The Fallen se presentó en el Festival de Cine de Breckenridge realizado en 2004,  pero se estrenó en el cine hasta el mes de marzo de 2006 en los Estados Unidos de América. En ese mismo año se lanzó en formato de DVD en dicho país. En España se publicó en dicho formato en 2007.

## Recepción
La película tuvo una recepción dividida, ya que algunas fuentes de valoración cinematográfica la puntuaron de manera positiva y otras de forma negativa. De la primera, el editor de Allmovie Mark Deming le otorgó una calificación de tres estrellas de cinco posibles,  por su parte los críticos del sitio web Rotten Tomatoes calificaron con un porcentaje del 86% de valoración positiva a tal filme  y la página Metacritic señaló con una puntuación de 62/100.  Del otro lado, en la página IMDb.com se le calificó con 5.2 de 10 y en FilmAffinity con 4 de 10.

## Premios
The Fallen logró conquistar premios en el Festival de Cine de Breckenbridge, en el  Festival Internacional de Cine de Brooklyn, Festival Internacional de Cine de Big Bear Lake, Festival Internacional de Cine de Moscú y el Festival Internacional de Cine de Milán, siendo en este último como Mejor Película y Mejor Director.
Festival de Cine de Breckenbridge
| Año  | Categoría   | Persona               | Resultado |
| ---- | ----------- | --------------------- | --------- |
| 2004 | Mejor Guion | Nick Day Caio Ribeiro | Ganador   |

Festival de Cine de Big Bear Lake
| Año  | Categoría      | Resultado |
| ---- | -------------- | --------- |
| 2004 | Mejor Película | Ganadora  |

Festival Internacional de Cine de Brooklyn
| Año  | Categoría      | Persona  | Resultado |
| ---- | -------------- | -------- | --------- |
| 2004 | Mejor Director | Ari Taub | Ganador   |

Festival Internacional de Cine de Moscú
| Año  | Categoría         | Resultado |
| ---- | ----------------- | --------- |
| 2004 | Selección Oficial | Ganador   |

Festival Internacional de Cine de Milán
| Año  | Categoría      | Persona        | Resultado |
| ---- | -------------- | -------------- | --------- |
| 2005 | Mejor Película | Mejor Película | Ganadora  |
| 2005 | Mejor Director | Ari Taub       | Ganador   |